# Dusty Johnson
Pour les articles homonymes, voir Johnson.
Dustin Michael Johnson, dit Dusty Johnson, né le 30 septembre 1976 à Pierre (Dakota du Sud), est un homme politique américain. Membre du Parti républicain, il est élu du Dakota du Sud à la Chambre des représentants des États-Unis depuis 2019.

## Biographie
Dusty Johnson est né à Pierre, capitale du Dakota du Sud. Il est diplômé en sciences politiques de l'université du Dakota du Sud en 1999 puis d'une maîtrise en administration publique de l'université du Kansas en 2002,. Après avoir travaillé au département de l'Agriculture des États-Unis, il devient conseiller du gouverneur du Dakota du Sud Mike Rounds.
En 2004, Johnson est élu à la commission des travaux publics de l'État. Il est réélu en 2010. L'année suivante, il démissionne de son mandat pour devenir directeur de cabinet du gouverneur républicain Dennis Daugaard. Il traite notamment des questions relatives à l'agriculture. Il quitte son poste en 2014 et devient vice-président Vantage Point Solutions, une société de conseil et d'ingénierie en télécommunications.
À la suite de la candidature de Kristi Noem au poste de gouverneur, Johnson se présente à l'investiture républicaine pour le siège du Dakota du Sud à la Chambre des représentants des États-Unis. En juin 2018, il remporte la primaire avec 48 % des voix face à la secrétaire d'État Shantel Krebs (30 %) et au sénateur Neal Tapio (22 %). Il devient le favori de l'élection générale de novembre 2018, arrivant en tête des sondages devant le démocrate Tim Bjorkman, l'indépendant Ron Wieczorek  et le libertarien George Hendrickson,. Il est élu représentant des États-Unis avec 60,3 % des suffrages contre 36 % pour Bjorkman. Il est réélu en novembre 2020 puis en novembre 2022.

## Positions politiques
Dusty Johnson est un républicain traditionnel ou modéré,. Il est favorable à la réduction de la taille du gouvernement fédéral et au libre-échange, qui profite selon lui à l'agriculture du Dakota du Sud.